# Anania explicalis
Anania explicalis is een vlinder van de familie van de grasmotten (Crambidae). De wetenschappelijke naam van deze soort is voor het eerst voorgesteld als Pionea explicalis door Harrison Gray Dyar Jr. in een publicatie uit 1914.
De soort komt voor in Panama.